# Meganomia gigas
Meganomia gigas là một loài ong trong họ Melittidae. Loài này được Michener miêu tả khoa học đầu tiên năm 1981.